# Заколдованная страна
«Заколдованная страна» — настольная ролевая игра, выпущенная кооперативом «Осень» тиражом 40000 экз. в 1990 г. Первая настольная ролевая игра, выпущенная в СССР. Игра включает в себя карту-поле, правила, книгу ведущего, кубики: трёхзначные (2 шт.), шестизначные (4 шт.), 15 карточек замков, а также 100 карточек с изображением опасностей и их характеристиками на обратной стороне. Стоимость игры в 1990 году составляла 15 рублей.
Прообразом игры «Заколдованная страна» послужила всемирно известная игра Dungeons & Dragons. Причем перевод был сделан с польской версии игры, первой её редакции.
«Заколдованная страна» стала первой и единственной игрой такого рода на просторах Советского Союза. У неё сразу же появились поклонники. Однако разобраться в ней было не так просто. Правила были написаны довольно поверхностно и многие моменты оставались непрояснёнными. Это было как недостатком, так и достоинством, поскольку игроки получали простор для собственного творчества.
Игра была настолько увлекательна, что многие игроки после прохождения её до конца начинали придумывать новые замки, добавлять новые опасности и т.д.
«Заколдованная страна» и по сей день интересна людям, о чем свидетельствуют различные сайты, статьи, блоги и другие ресурсы, которые появляются на просторах Интернета.
Из аннотации к игре:
«Игра «Заколдованная страна» интересна детям и взрослым, способствует развитию абстрактного мышления, развивает фантазию и интуицию.
Играющие отправляются в волшебную страну, населенную полулюдьми, драконами, магами и всевозможными чудовищами. Участники игры ищут клады в заколдованных городах, сражаются с неведомыми опасностями на лесных дорогах, узнают волшебные заклинания, борются со злыми колдунами в таинственных замках. И лишь храбрый, честный и добрый сможет выжить в этой загадочной стране».

## Игра
Один из участников становится ведущим.

Он является рассказчиком и распорядителем игры. Количество играющих от двух до шести. Положение играющих и их противников в игре определяется количеством жизненных очков или т. н. очков риска (ОР). В ходе схваток при поражении играющего или его врага у них отнимаются эти очки. Лишившийся всех ОР выбывает из игры.

Бой происходит с помощью кубиков. Кидаются два кубика: трёхзначный и шестизначный. Количество очков, выпавшее на трёхзначном, считается так: 1 - 0 очков, 2 - 6 очков, 3 – 12 очков. К этому значению плюсуются очки, выпавшие на шестизначном (пример: «2» на трёхзначном и «5» на шестизначном означают 6+5=11 очков).

Количество очков, необходимое для попадания в противника игроков, определяется его КЛАССОМ ДОСПЕХОВ (КД).
| Класс доспехов цели                     | 8         | 7  | 6  | 5  | 4  | 3  | 2  | 1  | 0  | -1 | -2 | -3                         |
| Кол-во очков, необходимое для попадания | 9 и более | 10 | 11 | 12 | 13 | 14 | 15 | 16 | 17 | 18 | 18 | Убиваем только заклинанием |

Точно так же определяется количество очков, необходимое для попадания в игрока.

За уничтожение каждой опасности игроку даётся определённое количество ИГРОВЫХ ОЧКОВ (стоимость опасности). Если очки риска определяют жизнь участников в игре, то игровые очки (ИО) характеризуют успешность приключений игроков.

При наборе нужного количества ИО участник поднимается на УРОВЕНЬ. Начинающие игру находятся на нулевом уровне. Поднявшийся на уровень может получить заклинание и право увеличить свои ОР от 1 до 6 очков (т. е. бросить один шестизначный кубик). Кидание кубика для определения ОР называется броском ЖИЗНЕННОГО КУБИКА (для опасностей).
ОР в игре не даны, дано количество их жизненных кубиков.

### Роль ведущего
Ведущий является главным действующим лицом игры. От его фантазии зависит интерес остальных играющих. Перед игроками находится карта страны с указанием дорог, замков, городов. Перед ведущим книга с планами замков с описаниями приключений и опасностей. Играющие путешествуют по этой книге, а ведущий рассказывает им, что они видят и где они находятся. Выбор принадлежит игрокам: они решают куда идти и как себя вести в той или иной ситуации. Все спорные вопросы решаются с помощью кубиков. Ведущий разговаривает и сражается за противников играющих. Перед схваткой он кидает кубики за врагов и получает таким образом количество очков риска. Если перед игроками одновременно несколько опасностей, кубики кидаются за каждую опасность в отдельности.

Когда играющие находятся в замке или городе, ведущий интересуется, куда они идут, и говорит лишь то, что они сами видят. Просит их кидать кубик, чтобы узнать, открылась ли потайная дверь. И главное — никаких подсказок играющим. Ведущий должен внимательнейшим образом изучить правила и книгу ведущего, в противном случае игра может оказаться непонятной игрокам.

### Подготовка к игре
Прежде, чем отправиться в путешествие, ведущий должен оформить всех играющих по следующей схеме:
| Качества:                                | Качества:                                | Персонаж               | Персонаж               | Очки риска             | Класс доспехов               | Уровень                            | Игровые очки | Игровые очки |
| ---------------------------------------- | ---------------------------------------- | ---------------------- | ---------------------- | ---------------------- | ---------------------------- | ---------------------------------- | ------------ | ------------ |
| Сила                                     | 17                                       | ВОИН                   | ВОИН                   | 6                      | 2                            | 0                                  |              |              |
| Ловкость                                 | 15                                       | Вооружение и вещи цена | Вооружение и вещи цена | 6                      | Заклинания и волшебные вещи: | До следующего (1го) уровня (очков) | Варг         | 30           |
| Ловкость                                 | 15                                       | Вооружение и вещи цена | Вооружение и вещи цена | 6                      | Заклинания и волшебные вещи: | До следующего (1го) уровня (очков) | Кобольд      | 70           |
| Мудрость                                 | 9                                        | панцирь                | 80                     | Атаки                  | Заклинания и волшебные вещи: | 2000                               | Кобольд      | 70           |
| Сложение                                 | 6                                        | двуручный меч          | 35                     | 4-9                    | Заклинания и волшебные вещи: | животные:                          | Кобольд      | 70           |
| Храбрость                                | 13                                       | большой мешок          | 2                      | 400 (объём) монет      | Заклинания и волшебные вещи: | животные:                          | Кобольд      | 70           |
| Дополнительные возможности: + 3КД у цели | Дополнительные возможности: + 3КД у цели | 117                    | 117                    | 400 (объём) монет      | Заклинания и волшебные вещи: | животные:                          | Кобольд      | 70           |
| Деньги                                   | 120                                      | Остаток: 120 - 117 = 3 | Остаток: 120 - 117 = 3 | Остаток: 120 - 117 = 3 | Заклинания и волшебные вещи: | животные:                          | Кобольд      | 70           |

Первыми заполняются качества.

Качества - это характеристики играющего, оказывающие влияние на его ОР и боевые возможности. Поэтому играющим нужно стараться выбросить как можно большее количество очков: игрок кидает два раза по два шестизначных кубика, наименьшее выпавшее отбрасывается, остальные три прибавляются. Так делается по каждой из пяти характеристик. После этого играющий выбирает, каким персонажем он будет. Персонажей пять: воин, эльф, маг, крон, гном. У каждого из них свои преимущества и недостатки. Но прежде чем выбрать персонажа, нужно посмотреть, соответствуют ли качества играющего по таблице № 1 (Персонажи) его главным, характеристикам.
| Таблица 1 |              |            |   |   |   |        |
| Персонажи |              |            |   |   |   |        |
| Воин |              |            |   |   |   |        |
| Главная характеристика — сила (не ниже 9) Очки риска — 7-8 Доспех, щит и оружие — любые Дополнительные шансы: в противника легче попасть на 1 очко (+1 КД У цели) |              |            |   |   |   |        |
| Уровень | Игровые очки | Заклинания |   |   |   |        |
| 1 | 2000         | —          |   |   |   |        |
| 2 | 4000         | —          |   |   |   |        |
| 3 | 5500         | 1 уровня   |   |   |   |        |
| 4 | 7000         | —          |   |   |   |        |
| 5 | 9000         | —          |   |   |   |        |
| 6 | 11000        | 2 уровня   |   |   |   |        |
| 7 | 12000        | —          |   |   |   |        |
| 8 | 13500        | 3 уровня   |   |   |   |        |
| 9 | 15000        | —          |   |   |   |        |
| 10 | 17000        | 4 уровня   |   |   |   |        |
| 11 | 20000        | —          |   |   |   |        |
| 12 | 25000        | 5 уровня   |   |   |   |        |
| Эльф |              |            |   |   |   |        |
| Главные характеристики — сила, храбрость (не ниже 9) Очки риска — 4-5-6-7-8-9 Доспех, щит и оружие - любые, кроме лат, двуручных Дополнительные шансы: на 0-уровне — заклинание 1 уровня Противодействие от яда пауков-крабов, от паралича, гулов. |              |            |   |   |   |        |
| Уровень | Игровые очки | Заклинания |   |   |   |        |
| 1 | 2000         | 2 уровня   |   |   |   |        |
| 2 | 4000         | 3 уровня   |   |   |   |        |
| 3 | 6000         | 4 уровня   |   |   |   |        |
| 4 | 8000         | 5 уровня   |   |   |   |        |
| 5 | 9000         | 6 уровня   |   |   |   |        |
| 6 | 10000        | 7 уровня   |   |   |   |        |
| 7 | 12000        | 8 уровня   |   |   |   |        |
| 8 | 13500        | 9 уровня   |   |   |   |        |
| 9 | 15000        | 9 уровня   |   |   |   |        |
| 10 | 18000        | 10 уровня  |   |   |   |        |
| 11 | 21000        | 11 уровня  |   |   |   |        |
| 12 | 26000        | 12 уровня  |   |   |   |        |
| Маг |              |            |   |   |   |        |
| Главная характеристика — мудрость (не меньше 9) Очки риска — 5-6-7-8-9-10 Доспех — кожаный. Щит — нельзя. Оружие — все кинжалы Дополнительные шансы—отгон каменного и оборотней \| Уровень \| 0 \| 1 \| 2 \| 3 \| 4 \| 5..... \| \| Результат, \| 9 \| 8 \| 7 \| 6 \| 5 \| 4..... \| необходимый для отгона КД противника +2 При попадании от противника дополнительно отнимается 1 ОР Возможность увеличить все качества на 0-0-0-1-2-3 БУ кидать на 2 легче |              |            |   |   |   |        |
| Уровень | Игровые очки | Заклинания |   |   |   |        |
| 1 | 500          | 1 уровня   |   |   |   |        |
| 2 | 1000         | 2 уровня   |   |   |   |        |
| 3 | 1500         | 3 уровня   |   |   |   |        |
| 4 | 2000         | 4 уровня   |   |   |   |        |
| 5 | 3000         | 5 уровня   |   |   |   |        |
| 6 | 4000         | 6 уровня   |   |   |   |        |
| 7 | 5000         | 7 уровня   |   |   |   |        |
| 8 | 6500         | 8 уровня   |   |   |   |        |
| 9 | 8000         | 9 уровня   |   |   |   |        |
| 10 | 10000        | 10 уровня  |   |   |   |        |
| 11 | 12000        | 11 уровня  |   |   |   |        |
| 12 | 15000        | 12 уровня  |   |   |   |        |
| Крон |              |            |   |   |   |        |
| Главные характеристики — мудрость и ловкость (не ниже 9) Очки риска — 5-6-7 Доспех и щит — кроме лат Оружие — короткий меч и короткий лук Дополнительные шансы — отгон животных Возможность увеличить качества на 0-0-1 |              |            |   |   |   |        |
| Уровень | Игровые очки | Заклинания |   |   |   |        |
| 1 | 1000         | 1 уровня   |   |   |   |        |
| 2 | 2000         | 2 уровня   |   |   |   |        |
| 3 | 3000         | 3 уровня   |   |   |   |        |
| 4 | 4000         | 4 уровня   |   |   |   |        |
| 5 | 5500         | 5 уровня   |   |   |   |        |
| 6 | 7000         | 6 уровня   |   |   |   |        |
| 7 | 8500         | 7 уровня   |   |   |   |        |
| 8 | 10000        | 8 уровня   |   |   |   |        |
| 9 | 12000        | 9 уровня   |   |   |   |        |
| 10 | 14000        | 10 уровня  |   |   |   |        |
| 11 | 16000        | 11 уровня  |   |   |   |        |
| 12 | 19000        | 12 уровня  |   |   |   |        |
| Гном |              |            |   |   |   |        |
| Главные характеристики — ловкость и сложение (не ниже 9) Очки риска — 6-7-8 Доспех любой кроме лат (+5 к цене из-за маленького роста) Оружие и щит — кроме двуручных, длинного меча и длинного лука Дополнительные шансы — в гнома труднее попасть на 1 очко (КД на 1 ниже) |              |            |   |   |   |        |
| Уровень | Игровые очки | Заклинания |   |   |   |        |
| 1 | 1400         | 1 уровня   |   |   |   |        |
| 2 | 2300         | —          |   |   |   |        |
| 3 | 4000         | 2 уровня   |   |   |   |        |
| 4 | 7000         | —          |   |   |   |        |
| 5 | 10000        | 3 уровня   |   |   |   |        |
| 6 | 12000        | —          |   |   |   |        |
| 7 | 13000        | 4 уровня   |   |   |   |        |
| 8 | 14800        | 5 уровня   |   |   |   |        |
| 9 | 16700        | —          |   |   |   |        |
| 10 | 18500        | 6 уровня   |   |   |   |        |
| 11 | 20000        | —          |   |   |   |        |
| 12 | 23000        | 7 уровня   |   |   |   |        |
| Уровень | 0            | 1          | 2 | 3 | 4 | 5..... |
| Результат, | 9            | 8          | 7 | 6 | 5 | 4..... |

Пояснение: у каждого персонажа до 1-го уровня своё количество очков. Справа указано: заклинание какого уровня он получает.
После выбора персонажа игрокам нужно вооружиться и приобрести необходимые вещи. Для этого играющие снова кидают по два раза шестизначные кубики. Определяют собственное количество денег. Каждое очко - десять монет. Таким образом – максимальная сумма 180 монет, (минимальный результат отбрасывается).

Покупая оружие, играющие должны посмотреть, разрешено ли оно для их персонажей и постараться оставить в дорогу хоть немного денег: они очень пригодятся. Если на что-то нужное не хватило, не страшно, игроки смогут это приобрести в ходе игры. Лавка по продаже вещей и оружия есть почти в каждом городе или замке.

Графа «Атаки» означает количество ОР, отнимаемых у врага этим оружием. См. таблицу №2 (Оружие и вещи).
| Таблица 2                                                                    |      |                |                                           |                                           |
| Оружие и вещи                                                                |      |                |                                           |                                           |
| Доспехи                                                                      | Цена | Класс доспехов |                                           |                                           |
| ____________________________________________________________________________ |      |                |                                           |                                           |
| Латы                                                                         | 150  | 2              |                                           |                                           |
| Панцирь                                                                      | 80   | 3              |                                           |                                           |
| Серебряная кольчуга                                                          | 50   | 4              |                                           |                                           |
| Железная кольчуга                                                            | 40   | 5              | Щит улучшает КД на 1 (был 3-й станет 2-й) | Щит улучшает КД на 1 (был 3-й станет 2-й) |
| Кожано- серебряный                                                           | 30   | 6              | Щит — 15 (цена)                           | Щит — 15 (цена)                           |
| Кожаный                                                                      | 20   | 7              |                                           |                                           |
| Никакого                                                                     | 0    | 8              |                                           |                                           |

| ____________________________________________________________________________ |         |         |                       |                        |                        |
| Оружие                                                                       | Цена    | Атаки   | Оружие                | Цена                   | Атаки                  |
| М е ч и                                                                      | М е ч и | М е ч и | М е т а т е л ь н о е | М е т а т е л ь н о е  | М е т а т е л ь н о е  |
| Двуручный                                                                    | 35      | 4—9     | Большой лук           | 40                     |                        |
| Длинный                                                                      | 20      | 2—7     | Стрелы большого лука  | 1                      | 2—7                    |
| Короткий                                                                     | 15      | 1—6     | Короткий лук          | 25                     |                        |
| К и н ж а л ы                                                                |         |         |                       |                        |                        |
| Золотой                                                                      | 30      | 1—5     | Стрелы короткого лука | 1                      | 1—6                    |
| Серебряный                                                                   | 60      | 1—6     | Арбалет               | 20                     |                        |
| Простой                                                                      | 3       | 1—3     | Арбалетные стрелы     | 1                      | 2—4                    |
| П р о ч е е                                                                  |         |         |                       |                        |                        |
| Алебарда                                                                     | 25      | 3—8     | Праща                 | 15                     |                        |
| (двуручная)                                                                  |         |         | Камень для пращи      | 0                      | 1—3                    |
| Копье                                                                        | 7       | 2—4     | Ядра для пращи        | 1                      | 1—5                    |
| Боевой молот                                                                 | 6       | 1—3     | Дротик                | 1                      | 1—3                    |
| Боевой топор                                                                 | 30      | 1—9     | Метательный топор     | 5                      | 2—4                    |
| Камень                                                                       | 0       | 0—1     | Катапульта            | 250                    |                        |
|                                                                              |         |         | Ядра для              | 20                     | 1—18                   |
|                                                                              |         |         | катапульты            | (от 1 до 6 опасностей) | (от 1 до 6 опасностей) |

| ____________________________________________________________________________ |              |                           |                 |
| В е щ и                                                                      | В е щ и      | Ж и в о т н ы е           | Ж и в о т н ы е |
|                                                                              | Цена         |                           | Цена            |
| Мешок                                                                        | 1            | Мул                       | 25              |
| Большой мешок                                                                | 2            | Лошадь                    | 50              |
| Вино (3 л)                                                                   | 3            | Боевой конь               | 200             |
| Повозка                                                                      | 100          | В о л ш е б н ы е в е щ и |                 |
| «Советчик»                                                                   | 1000         | Святая вода               |                 |
| Распознание                                                                  |              | (отгоняет оборотней)      | 25              |
| напитков                                                                     | 200          | Священный аконит          |                 |
| Кол                                                                          | 2            | (отгоняет мертвецов)      | 50              |
| Набор ключей для                                                             |              |                           |                 |
| открывания сундуков                                                          | 5            |                           |                 |
|                                                                              | Карманы      | — 100                     |                 |
|                                                                              | Мешок        | — 200                     |                 |
| Вместимость                                                                  | Б. мешок     | — 400                     |                 |
|                                                                              | Повозка      | — 6000                    |                 |
|                                                                              | Мешки мула   | — 1500                    |                 |
|                                                                              | Мешки лошади | — 1700                    |                 |

«Советчик-ведущий» отвечает на все вопросы играющих (Возможность обмана — 16%).

Распознание напитков — ведущий говорит, что за напиток вам предлагают возможность обмана 16%.
Кол — уничтожение вампиров.

Мул — очки риска 5-6-7 КД 8.

Лошадь — ОР 4-5-6-7-8-9 КД 8.

Боевой конь — OP 4-5-6-7-8-9 КД 5.
Атаки: отнимает от 1 до 18 ОР.
Когда все приобретено (одновременно и щит и двуручное оружие нельзя), можно снова вернуться к качествам. Каждая из 4-х характеристик оказывает своё влияние (храбрость влияния не имеет). Учитывая эти влияния и дополнительные возможности персонажа, играющие заполняют схему до конца (см. табл. 3).
| Таблица № 3                                                               |                           |                           |                                                                                            |
| Влияние ловкости на класс доспехов и на попадание из метательного оружия. |                           |                           |                                                                                            |
| Ловкость                                                                  | Влияние на результат и КД | Влияние на результат и КД |                                                                                            |
| 3                                                                         | -3                        |                           |                                                                                            |
| 4-5                                                                       | -2                        | Пример:                   | КД 3-й. При ловкости 15 он становится 2-м. При ловкости 15 в цель попасть на 1 очко легче. |
| 6-8                                                                       | -1                        | Пример:                   | КД 3-й. При ловкости 15 он становится 2-м. При ловкости 15 в цель попасть на 1 очко легче. |
| 9-12                                                                      | 0                         | Пример:                   | КД 3-й. При ловкости 15 он становится 2-м. При ловкости 15 в цель попасть на 1 очко легче. |
| 13-15                                                                     | +1                        | Пример:                   | КД 3-й. При ловкости 15 он становится 2-м. При ловкости 15 в цель попасть на 1 очко легче. |
| 16-17                                                                     | +2                        | Пример:                   | КД 3-й. При ловкости 15 он становится 2-м. При ловкости 15 в цель попасть на 1 очко легче. |
| 18                                                                        | +3                        | Пример:                   | КД 3-й. При ловкости 15 он становится 2-м. При ловкости 15 в цель попасть на 1 очко легче. |
| Влияние мудрости на броски удачи.                                         |                           |                           |                                                                                            |
| 3                                                                         | на 3 труднее              |                           |                                                                                            |
| 4-5                                                                       | на 2 труднее              | Пример:                   | При мудрости 9 никакого влияния нет (пояснение о бросках удачи см. ниже)                   |
| 6-8                                                                       | на 1 труднее              | Пример:                   | При мудрости 9 никакого влияния нет (пояснение о бросках удачи см. ниже)                   |
| 9-12                                                                      | 0                         | Пример:                   | При мудрости 9 никакого влияния нет (пояснение о бросках удачи см. ниже)                   |
| 13-15                                                                     | на 1 легче                | Пример:                   | При мудрости 9 никакого влияния нет (пояснение о бросках удачи см. ниже)                   |
| 16-17                                                                     | на 2 легче                | Пример:                   | При мудрости 9 никакого влияния нет (пояснение о бросках удачи см. ниже)                   |
| 18                                                                        | на 3 легче                | Пример:                   | При мудрости 9 никакого влияния нет (пояснение о бросках удачи см. ниже)                   |
| Влияние сложения на очки риска.                                           |                           |                           |                                                                                            |
| 3                                                                         | -3                        |                           |                                                                                            |
| 4-5                                                                       | -2                        |                           |                                                                                            |
| 6-8                                                                       | -1                        | Пример:                   | У воина 7 ОР. При сложении 6 становится 6 ОР.                                              |
| 9-12                                                                      | 0                         | Пример:                   | У воина 7 ОР. При сложении 6 становится 6 ОР.                                              |
| 13-15                                                                     | +1                        | Пример:                   | У воина 7 ОР. При сложении 6 становится 6 ОР.                                              |
| 16-17                                                                     | +2                        | Пример:                   | У воина 7 ОР. При сложении 6 становится 6 ОР.                                              |
| 18                                                                        | +3                        | Пример:                   | У воина 7 ОР. При сложении 6 становится 6 ОР.                                              |
| Влияние силы на попадание.                                                |                           |                           |                                                                                            |
| Сила                                                                      | Влияние на результат      | Влияние на результат      |                                                                                            |
| 3                                                                         | -3                        |                           |                                                                                            |
| 4-5                                                                       | -2                        | Пример:                   | при 2 КД у противника, нужно 15 очков для попадания в него. При силе 17 хватит 13 очков    |
| 6-8                                                                       | -1                        | Пример:                   | при 2 КД у противника, нужно 15 очков для попадания в него. При силе 17 хватит 13 очков    |
| 9-12                                                                      | 0                         | Пример:                   | при 2 КД у противника, нужно 15 очков для попадания в него. При силе 17 хватит 13 очков    |
| 13-15                                                                     | +1                        | Пример:                   | при 2 КД у противника, нужно 15 очков для попадания в него. При силе 17 хватит 13 очков    |
| 16-17                                                                     | +2                        | Пример:                   | при 2 КД у противника, нужно 15 очков для попадания в него. При силе 17 хватит 13 очков    |
| 18                                                                        | +3                        | Пример:                   | при 2 КД у противника, нужно 15 очков для попадания в него. При силе 17 хватит 13 очков    |

После заполнении схемы можно приступить к игре.

### Начало игры
Своё путешествие игроки начинают из форпоста. Они выбирают дорогу, по которой пойдут. Ведущий по своей книге рассказывает им о происходящих событиях. Играющие говорят ему о своих действиях. Так протекает вся игра.

В случае возникновения схватки необходимо выяснить, кто наносит удар первым: игроки или противники. Один из играющих кидает шестизначный кубик, за его противника кидает ведущий. У кого большее число очков, тот и бьёт первым. (При пользовании метательным оружием кидать кубик не надо.)

Ведущий бросает за опасность жизненные кубики, узнаёт её класс доспехов, её атаки (все из списка опасностей). Начинается бой. Если игроков несколько, а противник один, то перед каждым его ударом разыгрывается, в кого из играющих он пытается попасть. При попадании в участника или его противника кидаются кубики, чтобы узнать сколько ОР у него отнимается. Например, при попадании двуручным мечом (атаки 4—9) тройка на шестизначном кубике будет означать отнятие 6 ОР. При необходимости кидаются броски удачи. Игровые очки за уничтожение опасности записываются в схему. При поднятии на уровень персонаж кидает 1 жизненный кубик и может получить заклинание. Применять заклинание он может в любой момент игры.

В случае необходимости играющие могут попытаться убежать от опасности. Для этого в карточке противника есть «возможность побега». Там указаны цифры шестизначного кубика, выбросив которые игрок убегает. Если захочет ведущий, то противник тоже может попытаться убежать. (Количество очков, необходимое для этого, указано в его карточке под названием «МОРАЛЬ». «Мораль» кидается при отнятии от опасности половины ОР или при уничтожении половины равнозначных опасностей (за каждую опасность отдельный бросок). «Мораль» кидает ведущий. Если нужное количество очков выброшено, то противник убегает и остановить его можно лишь заклинанием. Буквы «AM» означают «аморальный», т.е. противник не убегает.

### Прочее
А. Во избежание споров поведение всех встречающихся игрокам чудовищ и людей регулируется АГРЕССИВНОСТЬЮ (которую, естественно, бросает ведущий)
Агрессивность

1 — не нападает, не обращает внимания, спит
2 — обращает внимание, не нападает
3 — разговаривает, грубит, нападает
4 — говорит резко и грубо, может напасть
5 — грубит, при малейшем поводе нападает
6 — нападает.
(все чудовища в игре разговаривают). За них говорит ведущий.
Б. Все оружие и вещи продаются в лавках.

Хозяин лавки — ТРУРЛЬ (—3 КД доспехов).

Кроме необходимых покупок, в лавке можно обменять деньги на игровые очки (1:1) (не более 1000 за раз).

В. В ходе игры игрокам могут предложить сыграть в кости и в карты.

В кости: кидаются 4 шестизначных кубика, набравший большее количество очков — выиграл. Ставка любая.

В карты: играют от 2 до 6 человек (шестой — банкир). Ставка на кон любая. 1 человек — 1 или несколько номеров на кубике. Отгадавшему число — весь банк.

Г. В тавернах, замках, городах играющим предложат напитки. В каждой из бутылок может находиться любая волшебная жидкость: дающая или забирающая ОР, влияющая на качества. Нужно подумать, прежде чем её выпить. Узнать содержимое можно с помощью «распознания напитков», без него придётся пить бутылочку наудачу.

В замках и городах играющие могут найти волшебное оружие и волшебные вещи. Список бутылок и волшебных вещей в конце тетради ведущего. Деньги (клады) могут находиться в сундуке. Для его отпирания — набор ключей, заклинание или «1, 2, 3, 4» — на шестизначном кубике. Не открывается — придётся таскать с собой.

Открытие секретных дверей «3» на трёхзначном кубике и заклинание. (Таблица № 4).

Д. Иногда противники могут пустить в ход яд или разбить игроков параличом, превратить в камень. Драконы извергают кислоту, огонь и газ. Для того чтобы спастись персонажу даётся шанс — для этого он делает бросок удачи (БУ). Необходимо выкинуть определённое количество очков (для каждой опасности своё). Ведущий определяет это по списку опасностей. При этом учитывается мудрость персонажа и его другие возможности.
Делается это следующим образом. Например, скелет имеет две атаки, потеря 0,5-1 ОР и паралич (14 очков и более). В случае, если скелет попал в игрока, ведущий ещё раз кидает кубики. Если он выбросил 14 и более очков, значит скелет парализует игрока, и он должен делать бросок удачи (БУ). Для защиты от паралича необходимо — 10 очков.
Если играющие выбрасывают эти очки, они целы и невредимы, если нет, то:
| Дух дракона                  | — отнимет от 1 до 18 ОР |
| Паралич                      | — отнимет от 1 до 18 ОР |
| Яд                           | — отнимет от 1 до 18 ОР |
| Окаменение                   | — гибель                |
| Заклинание магов и волшебный |                         |
| посох                        | — гибель                |

| Таблица № 4 | |   |   |   |   |   |   |   |    |    |    |
| Заклинания  | |   |   |   |   |   |   |   |    |    |    |
| 1 уровень   | «Свет» (5 раз) — вспыхивает свет. «Тьма» (5 раз) — становится темно: вы убегаете. «Голос» (5 раз) — преследователи гонятся за голосом. При 33% не действует. «Борьба со страхом» (5 раз) — опасность возвращается обратно. БУ для опасностей — 12 (против ваших заклинаний). «Инициатива» (10 раз) игрок бьёт первым. |   |   |   |   |   |   |   |    |    |    |
| 2 уровень   | «Отпирание дверей и сундуков» «Заклинание скорости» (5 раз) — легко убегаете. «Заклинание против паралича» (5 раз). «Заклинание против яда» (5 раз). |   |   |   |   |   |   |   |    |    |    |
| 3 уровень   | «Заклинание против кислоты и газа» (5 раз) — против духа дракона, блембии, дарка. «Ловкость-1» (2 раза) — на 1 бой. Ловкость увеличивается на 2. «Распознание напитков». |   |   |   |   |   |   |   |    |    |    |
| 4 уровень   | «Панацея» — (1 раз) — восстановление первоначальных ОР. Можно не себе. «Сила» (2 раза) — сила +2. «Заклинание против окаменения» (5 раз). «Золото-1» — 500 камней превращаются в монеты. |   |   |   |   |   |   |   |    |    |    |
| 5 уровень   | «Заклинание невидимости» (3 раза) — на 1 бой. Повышает КД. \| Было КД \| 8 \| 7 \| 6 \| 5 \| 4 \| 3 \| 2 \| 1 \| 0 \| —1 \| —2 \| \| Стало КД \| 3 \| 2 \| 2 \| 1 \| 1 \| 0 \| 0 \| 0 \| —1 \| —2 \| —3 \| «Фантом-1» (1 раз) — появляется ваша копия — фантом, с тем же оружием и такими же качествами. Игровые очки за ликвидацию фантомом опасности (50% очков) идут вам. «Слабость» — КД противника на 2 увеличивается (на 1 бой). «Невидимая стена» — (3 раза) — спокойное бегство. «Страх-1» (1 раз) — исчезает 10 опасностей. «Летающий щит» — за обладателем этого заклинания летает щит (10 000 монет) — вместимость щита. |   |   |   |   |   |   |   |    |    |    |
| 6 уровень   | «Паутина» — от 1 до 5 опасностей затягиваются паутиной и теряют половину очков риска. Дается 50% игровых очков. БУ для опасностей — 13. «Заклинание против огня» (5 раз) — дух дракона, фоербарты. «Ловкость-2» (2 раза) по 1 бою ловкость +3. «Фантом-2» (1 раз) — 2 фантома, то же, что и «Фантома-1». «Золото-2» — 1000 монет. «Страх-2» (1 раз) — 20 опасностей. БУ для опасностей — 13. |   |   |   |   |   |   |   |    |    |    |
| 7 уровень   | «Восстановление» (2 раза) — восстанавливает жизненные очки. Можно не себе. «Сверхневидимость» (5 раз) на 1 бой. «Золото-3» — 2000 монет. «Мощь» (3 раза) — увеличивается сила на 5 на 1 бой. |   |   |   |   |   |   |   |    |    |    |
| 8 уровень   | «Ловкость-3» (3 раза) на 1 бой ловкость +3. «Фантом-3» — 3 фантома. «Молния» (3 раза) — молния испепеляет 1 опасность. Дается 1/3 игровых очков. БУ для опасностей — 14. «Пocox мудрости» — распознает опасность в следующей комнате или впереди. |   |   |   |   |   |   |   |    |    |    |
| 9 уровень   | «Ослепление» (3 раза) — противники (до 10) становятся слепыми. Ваше КД улучшается на 3. Дается 2/3 игровых очков. БУ для опасностей — 14. «Жизненная формула» (1 раз) — +8 ОР. Можно не себе. |   |   |   |   |   |   |   |    |    |    |
| 10 уровень  | «Золото-4» — 5000 монет. «Луч смерти» (2 раза) — опасность поражается лучом (до 5 опасностей). Дается 1/5 игровых очков. БУ для опасностей — 15. «Формула жизни» (1 раз) — +15 ОР. Можно не себе. |   |   |   |   |   |   |   |    |    |    |
| 11 уровень  | «Заклинание для раскаменения» (1 раз) — можно не себе. «Золото-5» — 10 000 монет. «Абсолютный луч» (3 раза) — до 5 опасностей. Дается 1/5 игровых очков. БУ для опасностей — 15. «Огненный шар» (3 раза) — поражается от 1—18 опасностей. Игровые очки не даются. БУ для опасностей — 16. |   |   |   |   |   |   |   |    |    |    |
| 12 уровень  | «Воскрешение из мертвых» (1 раз) — не себе. |   |   |   |   |   |   |   |    |    |    |
| Было КД     | 8 | 7 | 6 | 5 | 4 | 3 | 2 | 1 | 0  | —1 | —2 |
| Стало КД    | 3 | 2 | 2 | 1 | 1 | 0 | 0 | 0 | —1 | —2 | —3 |

Опасность кидает бросок удачи против заклинания игрока. Для применения заклинаний необходимо сначала попасть в противника и вместо удара обычным оружием применить заклинание (это для заклинаний, влияющих на противника).
| Список опасностей   |                         |                      |
| Люди:               | Прочие опасности:       | Прочие опасности:    |
| 1. Крестоносец      | 27. Атлант              | 64. Лев              |
| 2. Разбойник        | 28. Баргул              | 65. Летающая Мурена  |
| 3. Стражник         | 29. Блэквиринг          | 66. Липучка          |
| 4. Человек          | 30. Блэмбия             | 67. Людоед           |
|                     | 31. Волосатый человек   | 68. Медведь-гризли   |
| Полулюди:           | 32. Вахнал              | 69. Меч              |
| 5. Варг             | 33. Волколак            | 70. Морской змей     |
| 6. Гоблур           | 34. Вулин               | 71. Невидимка        |
| 7. Глок             | 35. Галур               | 72. Паук-краб        |
| 8. Гнолл            | 36. Гигантские пчелы    | 73. Подземный монстр |
| 9. Кобольд          | 37. Гидра               | 74. Птица рог        |
| 10. Орт             | 38. Глазгор             | 75. Ракшас           |
| 11. Тролль          | 39. Глумор              | 76. Ржавильщик       |
|                     | 40. Гнум                | 77. Ронг             |
| Драконы:            | 41. Гурвин              | 78. Рот              |
| 12. Белый           | 42. Гурф                | 79. Рудра            |
| 13. Черный          | 43. Данав               | 80. Рулар            |
| 14. Красный         | 44. Дарк                | 81. Саблезубый тигр  |
| 15. Золотой         | 45. Дронг               | 82. Сквар            |
| 16. Каменный        | 46. Дургаф              | 83. Стакэйс          |
|                     | 47. Единорог            | 84. Стилин           |
| Оборотни:           | 48. Железная статуя     | 85. Стинкинг         |
| 17. Человек-волк    | 49. Зеленая обезьяна    | 86. Стон             |
| 18. Человек-вепрь   | 50. Золотой змей        | 87. Стриг            |
| 19. Человек-медведь | 51. Золотой минотавр    | 88. Таурт            |
| 20. Человек-тигр    | 52. Каменная статуя     | 89. Тень             |
|                     | 53. Каменный питон      | 90. Трон             |
| Живые мертвецы:     | 54. Квант               | 91. Трурль           |
| 21. Гул             | 55. Кентавр             | 92. Фоербарт         |
| 22. Зомби           | 56. Клурки, кроны, маги | 93. Франкенштейн     |
| 23. Некрофаг        | 57. Кор                 | 94. Фул              |
| 24. Скелет          | 58. Король людоедов     | 95. Фурон            |
| 25. Спектр          | 59. Кран                | 96. Циклоп           |
| 26. Череп           | 60. Кранк               | 97. Челюсть          |
|                     | 61. Красная обезьяна    | 98. Черный маг       |
|                     | 62. Криглер             | 99. Черный медведь   |
|                     | 63. Крикун              | 100.Эльф-пикси       |